# Larder Lake (Ontario)
Larder Lake to gmina (ang. township) w Kanadzie, w prowincji Ontario, w dystrykcie Timiskaming.
Powierzchnia Larder Lake to 228,73 km².
Według danych spisu powszechnego z roku 2001 Larder Lake liczy 790 mieszkańców (3,45 os./km²).